# Ronald James Gillespie
Ronald James Gillespie CM (født 21. august 1924 i London, død 26. februar 2021) var en britisk kemiker. Han opnåede berømmelse primært gennem sit arbejde inden for molekylers rumlige form og VSEPR-teorien udviklet derfra i samarbejde med Ronald Nyholm.

## Baggrund
Ronald J. Gillespie blev født i London i 1924 og begyndte at studere kemi på University College London i 1942, hvor han fik en Bachelor of Science (B.Sc.) i 1945. Han blev derefter medlem af Christopher Kelk Ingolds arbejdsgruppe, som forskede i mekanismerne for nitrering af aromater. Hans opgave indenfor gruppen var at undersøge nitroniumioner (NO2+), som dannes i blandinger af svovlsyre (H2SO4) med salpetersyre (HNO3). Som et resultat af sit arbejde blev han tildelt en Ph.D. fra University College London af Ingold i 1949. PhD. Inden han modtog sin doktorgrad blev han bedt af Ingold om at forberede sine egne forelæsninger, og fra 1948 til 1950 var han først Assistant Lecturer, derefter indtil 1958 lektor ved University College London. I løbet af denne tid udvidede han sin forskning inden for acide syrer, nu kendt som supersyrer, som han modtog Doctor of Science (D.Sc.) for i 1957, en "højere doktorgrad" tildelt i Storbritannien. I 1958 tog han til Canada til McMaster University i Hamilton (Ontario), hvor han var professor i kemi fra 1960 indtil sin pensionering i 1989.
Gillespie har modtaget adskillige priser gennem sit liv, herunder Order of Canada og forskellige æresdoktorgrader. Han var også medlem af Royal Society, Royal Society of Canada, Royal Society of Chemistry, American Chemical Society og Chemical Institute of Canada.

## Forskning
Gillespies forskning inden for supersyrer, herunder fluorsulfonsyre (HFSO3) og dens anvendelse som opløsningsmiddel for ikke-metaller og halvmetaller, muliggjorde skabelsen af nye og hidtil ukendte polyatomiske kationer såsom I2+ eller S82+. Inden for fluorkemi beskæftigede han sig også med bestemmelsen af den kovalente radius af fluor i forbindelser, som er sværere at bestemme med en lille atomstørrelse end med andre grundstoffer på grund af grundstoffets ekstremt høje elektronegativitet.
Hans mest kendte arbejde var udviklingen af VSEPR-modellen (akronym for Valence Shell Electron Pair Repulsion; valensskalelektronparrepulsion), sammen med Ronald Nyholm, ved hjælp af hvilken molekylernes rumlige form kan bestemmes. For eksempel kan VSEPR-teorien forklare vandmolekylets vinklede form. Han skrev flere bøger om emnet. I dag er hans arbejde et af de vigtigste til at beskrive eller forudsige formen af molekyler. Gillespie har sammen med andre forskere også udviklet LCP-teorien (Ligand Close Packing theory), som tager højde for vekselvirkningerne mellem liganderne omkring et centralt atom, som også har indflydelse på molekylernes form.
Foruden flere bøger publicerede Gillespie over 370 artikler i videnskabelige tidsskrifter.

## Værker
- Ronald J. Gillespie: Molecular geometry, New York, Van Nostrand Reinhold, 1972.
- Molekülgeometrie. Elektronenpaar-Abstoßung und molekulare Struktur. Übersetzt von Joseph Grobe. Verlag Chemie, Weinheim 1975
- Ronald J. Gillespie et al.: Chemistry, Boston, Allyn and Bacon, 1989.
- Ronald J. Gillespie, István Hargittai: The VSEPR model of molecular geometry, Boston, Allyn and Bacon, 1991.
- Ronald J. Gillespie et al.: Atoms, molecules, and reactions: an introduction to chemistry, Englewood Cliffs, NJ, Prentice Hall, 1994.
- Ronald J. Gillespie, Paul L. A. Popelier: Chemical bonding and molecular geometry: from Lewis to electron densities, New York, Oxford University Press, 2001.

## Weblinks
- Information for Ronald J. Gillespie auf der Webseite der McMaster University
- Profil fra Ronald J. Gillespie på www.science.ca